# Pokémon 4Ever
Pokémon 4: Viajantes do Tempo é o quarto filme da série Pokémon (ポケットモンスター セレビィ 時を超えた遭遇 - Serebii Toki o Koeta Deai em japonês), produzido no Japão e lançado em julho de 2001. Uma adaptação em inglês do filme foi lançada em outubro de 2002 nos Estados Unidos, produzida pela 4Kids Entertainment e distribuída pela então subsidiária da Disney, Miramax Films. O filme arrecadou de bilheteria no Japão um total de U$ 1.727.447 e mundialmente $28.023.563. No Brasil, o filme estreou no ano de 2005.

## Sinopse
Há 40 anos um poderoso pokémon, Celebi, escapou por pouco de um caçador especializado em capturar e vender pokémons raros. Juntamente com Sammy, um garoto, Celebi usou seus poderes para viajar no tempo e escapar da ameaça. Já no presente Sammy encontra Ash, Pikachu e seus amigos, a quem pede ajuda já que Celebi está esgotado pelo esforço feito pela viagem. Entretanto o grupo terá que enfrentar um poderoso vilão, que possui uma pokebola capaz de transformar os pokémons capturados em criaturas malignas e poderosas.

## Recepção
O Pokémon 4Ever recebeu críticas geralmente negativas dos críticos de televisão. Alguns críticos consideraram "previsível" e "decepcionante", enquanto outros afirmaram que "os espectadores não ficarão decepcionados". O filme recebeu uma classificação de 16% no Rotten Tomatoes, de um total de 38 críticas, a mais baixa da série de filmes Pokémon (original), com leitura de consenso: "Apenas para fãs obstinados de Pokemon". No Metacritc, recebeu 10 críticas negativas de um total de 16, recebendo nota 25 de um máximo de 100 entre os críticos especializados, por outro lado somou 7.2 em um máximo de 10 entre os usuários. Lawrence Van Gelder, do jornal New York Times classificou o enredo e os personagens como insípidos e as batalhas como sem sentido. No site TV Guide, Angel Cohn classificou o filme em 2 de 5 estrelas, afirmando que: "embora bem feitas, essas cenas parecem chocantes e fora de sincronia com o resto do filme. Brincadeiras à parte, crianças e adultos apaixonados por tudo de Pokemon não vão se decepcionar".

## Personagens
- Ash Ketchum e Pikachu
- Misty e Togepi
- Brock
- Jessie, James e Meowth
- Sammy
- Vicious
- Diana  e Avó de Diana
- Professor Carvalho
- Tracey
- Celebi
- Suicune

## Lançamento

### Lançamentos Internacionais
| País           | Data de lançamento    |
| -------------- | --------------------- |
| Japão          | 7 de julho de 2001    |
| Estados Unidos | 11 de outubro de 2002 |
| Brasil         | 8 de julho de 2005    |

## Dublagem

### Brasileira
Estúdio - Álamo
Direção - Márcia Regina
Performance musical: Che Leal
Elenco:
- Ash - Fábio Lucindo[10]
- Misty - Márcia Regina
- Brock - Alfredo Rollo
- Pikachu - Ikue Ohtani (dubladora original)[11]
- Jéssie - Isabel de Sá
- James - Márcio Araújo
- Meowth - Marcelo Pissardini
- Professor Carvalho - Wellington Lima